# Tillandsia kegeliana
Espèce
Classification phylogénétique
Tillandsia kegeliana Mez est une espèce de plantes à fleurs de la famille des Bromeliaceae.
L'épithète kegeliana est une dédicace au botaniste Kegel, collecteur de la plante.

## Protologue et Type nomenclatural
Tillandsia kegeliana Mez in C.DC., Monogr. Phan. 9: 725 (1896)
Diagnose originale :
« foliis multis dense rosulatis, utrinque perdense lepidibus pallidis, subimbricalis obtectis ; inflorescentia perpauciflora, simplicissima, disticha optime flabellata ; bracteis valde imbricatis, carnosis, dorso glabris, apice valde carinatis incurvisque, sepala egregie superantibus ; floribus suberecto-erectis; sepalis aequaliter liberis. »
Type : Mez cite plusieurs spécimens différents sans désigner explicitement l'holotype : « Guyana batava, prope Paramaribo ad ramos Crescentiae, Mangiferae : Kegel n. 802, 881, Splitgerber n. 644. (V. s. in herb. Goetting., Lugd.-Bat.) ».

## Synonymie
(aucune)

## Écologie et habitat
- Biotype : plante herbacée en rosette acaule monocarpique vivace par ses rejets latéraux ; épiphyte[1],[2],[3].
- Habitat : milieux forestiers[3] ; en épiphyte sur hôtes des genres Crescentia et Mangifera [1].
- Altitude : 10-700 m[2] ; 250-800 m[3].

## Distribution
- Amérique centrale :
  -  Panama[2],[3]
- Amérique du sud :
  -  Brésil
    - Nord-est du Brésil[3].

  -  Colombie
    - Santander[2]

  -  Guyane
  -  Suriname[1]

## Comportement en culture
Tillandsia kegeliana est une plante de culture aisée.